# Championnats du monde junior de badminton
Les Championnats du monde junior de badminton sont la compétition organisée par la BWF qui désigne les champions du monde juniors pour chaque discipline du badminton. Depuis 2000, une compétition par équipes mixtes est également organisée.

## Éditions
| Année | Édition | Ville        | Pays             |
| ----- | ------- | ------------ | ---------------- |
| 1992  | I       | Jakarta      | Indonésie        |
| 1994  | II      | Kuala Lumpur | Malaisie         |
| 1996  | III     | Silkeborg    | Danemark         |
| 1998  | IV      | Melbourne    | Australie        |
| 2000  | V       | Canton       | Chine            |
| 2002  | VI      | Pretoria     | Afrique du Sud   |
| 2004  | VII     | Richmond     | Canada           |
| 2006  | VIII    | Incheon      | Corée du Sud     |
| 2007  | IX      | Waitakere    | Nouvelle-Zélande |
| 2008  | X       | Pune         | Inde             |
| 2009  | XI      | Alor Setar   | Malaisie         |
| 2010  | XII     | Guadalajara  | Mexique          |
| 2011  | XIII    | Taipei       | Taipei chinois   |
| 2012  | XIV     | Chiba        | Japon            |
| 2013  | XV      | Bangkok      | Thaïlande        |

| Année | Édition | Ville      | Pays             |
| ----- | ------- | ---------- | ---------------- |
| 2014  | XVI     | Alor Setar | Malaisie         |
| 2015  | XVII    | Lima       | Pérou            |
| 2016  | XVIII   | Bilbao     | Espagne          |
| 2017  | XIX     | Yogyakarta | Indonésie        |
| 2018  | XX      | Markham    | Canada           |
| 2019  | XXI     | Kazan      | Russie           |
| 2020  | ―       | Auckland   | Nouvelle-Zélande |
| 2021  | —       | Chengdu    | Chine            |
| 2022  | XXII    | Santander  | Espagne          |
| 2023  | XXIII   | Spokane    | États-Unis       |
| 2024  | XXIV    | Nanchang   | Chine            |

## Liste des champions

### Individuels
| Année     | Simple garçons                                         | Simple filles                                          | Double garçons                                         | Double filles                                          | Double mixte                                           |
| --------- | ------------------------------------------------------ | ------------------------------------------------------ | ------------------------------------------------------ | ------------------------------------------------------ | ------------------------------------------------------ |
| 1992      | Sun Jun                                                | Kristin Junita                                         | Amon Santoso Kusno                                     | Gu Jun Han Jingna                                      | Jim Laugesen Rikke Olsen                               |
| 1994      | Chen Gang                                              | Wang Chen                                              | Peter Gade Peder Nissen                                | Liu Lu Yao Jie                                         | Zhang Wei Qian Hong                                    |
| 1996      | Zhu Feng                                               | Yu Hua                                                 | Chan Chong Ming Gan Wye Teck                           | Gao Ling Yang Wei                                      | Wang Wei Lu Ying                                       |
| 1998      | Zhang Yang                                             | Gong Ruina                                             | Chan Chong Ming Teo Kok Seng                           | Xie Xingfang Zhang Jiewen                              | Chan Chong Ming Joanne Quay                            |
| 2000      | Bao Chunlai                                            | Wei Yan                                                | Sang Yang Zheng Bo                                     | Wei Yili Zhang Yawen                                   | Sang Yang Zhang Yawen                                  |
| 2002      | Chen Jin                                               | Jiang Yanjiao                                          | Han Sang-hoon Park Sung-hwan                           | Du Jing Rong Lu                                        | Guo Zhendong Yu Yang                                   |
| 2004      | Chen Jin                                               | Cheng Shao-chieh                                       | Hoon Thien How Tan Boon Heong                          | Tian Qing Yu Yang                                      | He Hanbin Yu Yang                                      |
| 2006      | Hong Ji-hoon                                           | Wang Yihan                                             | Lee Yong-dae Cho Gun-woo                               | Ma Jin Wang Xiaoli                                     | Lee Yong-dae Yoo Hyun-young                            |
| 2007      | Chen Long                                              | Wang Lin                                               | Chung Eui-seok Shin Baek-cheol                         | Xie Jing Zhong Qianxin                                 | Lim Khim Wah Ng Hui Lin                                |
| 2008      | Wang Zhengming                                         | Saina Nehwal                                           | Mak Hee Chun Teo Kok Siang                             | Fu Mingtian Yao Lei                                    | Chai Biao Xie Jing                                     |
| 2009      | Tian Houwei                                            | Ratchanok Intanon                                      | Chooi Kah Ming Ow Yao Han                              | Tang Jinhua Xia Huan                                   | Maneepong Jongjit Rodjana Chuthabunditkul              |
| 2010      | Viktor Axelsen                                         | Ratchanok Intanon                                      | Ow Yao Han Yew Hong Kheng                              | Bao Yixin Ou Dongni                                    | Liu Cheng Bao Yixin                                    |
| 2011      | Zulfadli Zulkiffli                                     | Ratchanok Intanon                                      | Nelson Heg Wei Keat Teo Ee Yi                          | Lee So-hee Shin Seung-chan                             | Alfian Eko Prasetya Gloria Emanuelle Widjaja           |
| 2012      | Kento Momota                                           | Nozomi Okuhara                                         | Lee Chun Hei Ng Ka Long                                | Lee So-hee Shin Seung-chan                             | Edi Subaktiar Melati Daeva Oktavianti                  |
| 2013      | Heo Kwang-hee                                          | Akane Yamaguchi                                        | Li Junhui Liu Yuchen                                   | Chae Yoo-jung Kim Ji-won                               | Huang Kaixiang Chen Qingchen                           |
| 2014      | Lin Guipu                                              | Akane Yamaguchi                                        | Kittinupong Kedren Dechapol Puavaranukroh              | Chen Qingchen Jia Yifan                                | Huang Kaixiang Chen Qingchen                           |
| 2015      | Lu Chia-hung                                           | Goh Jin Wei                                            | He Jiting Zheng Siwei                                  | Chen Qingchen Jia Yifan                                | Zheng Siwei Chen Qingchen                              |
| 2016      | Sun Feixiang                                           | Chen Yufei                                             | Han Chengkai Zhou Haodong                              | Sayaka Hobara Nami Matsuyama                           | He Jiting Du Yue                                       |
| 2017      | Kunlavut Vitidsarn                                     | Gregoria Mariska Tunjung                               | Mahiro Kaneko Yunosuke Kubota                          | Baek Ha-na Lee Yu-rim                                  | Rinov Rivaldy Pitha Haningtyas Mentari                 |
| 2018      | Kunlavut Vitidsarn                                     | Goh Jin Wei (en)                                       | Di Zijian Wang Chang                                   | Liu Xuanxuan Xia Yuting                                | Leo Rolly Carnando Indah Cahya Sari Jamil              |
| 2019      | Kunlavut Vitidsarn                                     | Riko Gunji                                             | Leo Rolly Carnando Daniel Marthin                      | Lin Fangling Zhou Xinru                                | Feng Yanzhe Lin Fangling                               |
| 2020 2021 | Éditions annulées en raison de la pandémie de Covid-19 | Éditions annulées en raison de la pandémie de Covid-19 | Éditions annulées en raison de la pandémie de Covid-19 | Éditions annulées en raison de la pandémie de Covid-19 | Éditions annulées en raison de la pandémie de Covid-19 |
| 2022      | Kuo Kuan-lin (en)                                      | Tomoka Miyazaki                                        | Xu Hanyu Zhu Yijun                                     | Liu Shengshu Wang Tingge                               | Zhu Yijun Liu Shengshu                                 |
| 2023      | Alwi Farhan (en)                                       | Pitchamon Opatniputh (en)                              | Ma Shang Zhu Yijun                                     | Maya Taguchi Aya Tamaki                                | Liao Pinyi Zhang Jiahan                                |

### Par équipes mixtes
Une épreuve par équipe nationale mixte est ajoutée au programme lors des Championnats junior de 2000. Elle est plus connue depuis 2008 sous l'appellation Suhandinata Cup et possède son propre trophée à l'image de la Sudirman Cup chez les séniors.
| Année | Or           | Argent       | Bronze         |
| ----- | ------------ | ------------ | -------------- |
| 2000  | Chine        | Corée du Sud | Indonésie      |
| 2002  | Chine        | Corée du Sud | Indonésie      |
| 2004  | Chine        | Corée du Sud | Indonésie      |
| 2006  | Corée du Sud | Chine        | Malaisie       |
| 2007  | Chine        | Corée du Sud | Singapour      |
| 2008  | Chine        | Corée du Sud | Malaisie       |
| 2009  | Chine        | Malaisie     | Thaïlande      |
| 2010  | Chine        | Corée du Sud | Malaisie       |
| 2011  | Malaisie     | Corée du Sud | Taipei chinois |
| 2012  | Chine        | Japon        | Corée du Sud   |
| 2013  | Corée du Sud | Indonésie    | Chine          |
| 2014  | Chine        | Indonésie    | Japon          |
| 2014  | Chine        | Indonésie    | Thaïlande      |
| 2015  | Chine        | Indonésie    | Taipei chinois |
| 2016  | Chine        | Malaisie     | Japon          |
| 2016  | Chine        | Malaisie     | Thaïlande      |
| 2017  | Chine        | Malaisie     | Japon          |
| 2017  | Chine        | Malaisie     | Corée du Sud   |
| 2018  | Chine        | Corée du Sud | Japon          |
| 2018  | Chine        | Corée du Sud | Indonésie      |
| 2019  | Indonésie    | Chine        | Japon          |
| 2019  | Indonésie    | Chine        | Thaïlande      |

## Palmarès par nations
Mis à jour après l'édition 2019.

### Compétitions individuelles
| Nation         | Simple garçons | Simple filles | Double garçons | Double filles | Double mixte | Total |
| -------------- | -------------- | ------------- | -------------- | ------------- | ------------ | ----- |
| Chine          | 12             | 8             | 5              | 15            | 12           | 52    |
| Malaisie       | 1              | 2             | 7              | 0             | 2            | 12    |
| Corée du Sud   | 2              | 0             | 3              | 4             | 1            | 10    |
| Thaïlande      | 3              | 3             | 1              | 0             | 1            | 8     |
| Indonésie      | 0              | 2             | 2              | 0             | 4            | 8     |
| Japon          | 1              | 4             | 1              | 1             | 0            | 7     |
| Danemark       | 1              | 0             | 1              | 0             | 1            | 3     |
| Taipei chinois | 1              | 1             | 0              | 0             | 0            | 2     |
| Hong Kong      | 0              | 0             | 1              | 0             | 0            | 1     |
| Inde           | 0              | 1             | 0              | 0             | 0            | 1     |
| Singapour      | 0              | 0             | 0              | 1             | 0            | 1     |
| TOTAUX         | 21             | 21            | 21             | 21            | 21           | 105   |

### Compétition par équipes mixtes
| Rang   | Nation         | Or | Argent | Bronze | Total |
| ------ | -------------- | -- | ------ | ------ | ----- |
| 1      | Chine          | 13 | 2      | 1      | 16    |
| 2      | Corée du Sud   | 2  | 8      | 2      | 12    |
| 3      | Indonésie      | 1  | 3      | 4      | 8     |
| 4      | Malaisie       | 1  | 3      | 3      | 7     |
| 5      | Japon          | 0  | 1      | 5      | 6     |
| 6      | Thaïlande      | 0  | 0      | 4      | 4     |
| 7      | Taipei chinois | 0  | 0      | 2      | 2     |
| 8      | Singapour      | 0  | 0      | 1      | 1     |
| TOTAUX | TOTAUX         | 17 | 17     | 22     | 56    |